# Államok vezetőinek listája 90-ben
Ezen az oldalon az i. sz. 90-ben fennálló államok vezetőinek névsora olvasható földrészek, majd országok szerinti bontásban. 

## Európa
- Boszporoszi Királyság
  - Király: I. Rhészkuporisz (68/69–93/94)

- Dák Királyság
  - Király: Decebalus (87–106)

- Római Birodalom
  - Császár: Domitianus (81–96) 
    - Consul: Domitianus császár
    - Consul: Marcus Cocceius Nerva
    - Consul suffectus: Lucius Cornelius Pusio Annius Messala
    - Consul suffectus: Lucius Antistius Rusticus
    - Consul suffectus: Lucius Iulius Ursus Servianus
    - Consul suffectus: Quintus Accaeus Rufus
    - Consul suffectus: Gaius Caristanius Fronto
    - Consul suffectus: Publius Baebius Italicus
    - Consul suffectus: Gaius Aquillius Proculus
    - Consul suffectus: Lucius Albius Pullaienus Pollio
    - Consul suffectus: Gnaeus Pinarius Aemilius Cicatricula Pompeius Longinus
    - Consul suffectus: Marcus Tullius Cerialis
    - Consul suffectus: Gnaeus Pompeius Catullinus

## Ázsia
- Armenia
  - Király: Szanatrukész (75–110)

- Elümaisz
  - Király: Phraatész (70-90)
  - Király: III. Oródész (90-100)

- Hsziungnuk
  - Sanjü: Tuntuhe (88-93)

- Ibériai Királyság
  - Király: I. Mithridatész (58–106)

- India
  - Anuradhapura
    - Király: Vaszabha (67–111)

  - Indo-pártus Királyság
    - Király: II. Abdagaszész (kb. 90)

- Japán
  - Császár: Keikó (71–130)

- Kína (Han-dinasztia)
  - Császár: Han Ho-ti (88–106)

- Korea
  - Pekcse
    - Király: Kiru (77–128)

  - Kogurjo
    - Király: Thedzso (53–146)

  - Silla
    - Király: Phasza (80–112)

  - Kaja államszövetség
    - Király: Szuro (42–199?)

- Kusán Birodalom
  - Király: Vima Takto (80–90)
  - Király: Vima Kadphiszész (90–100)

- Nabateus Királyság
  - Király: II. Rabbel (70–106)

- Oszroéné
  - Király: VI. Abgar (71–91)

- Pártus Birodalom
  - Nagykirály: II. Pakórosz (78–115)

- Római Birodalom
  - Cilicia provincia
    - Legatus: Tiberius Iulius Celsus Polemaeanus (89–91)

  - Iudaea provincia
    - Procurator: Gaius Iulius Quadratus Bassus (90–92)

## Afrika
- Római Birodalom
  - Aegyptus provincia
    - Praefectus: Marcus Mettius Rufus (89–92)
- Kusita Királyság
  - Kusita uralkodók listája

## Fordítás
Ez a szócikk részben vagy egészben  a   Liste der Staatsoberhäupter 90 című német Wikipédia-szócikk ezen változatának fordításán alapul.  Az eredeti cikk szerkesztőit annak laptörténete sorolja fel. Ez a jelzés csupán a megfogalmazás eredetét és a szerzői jogokat jelzi, nem szolgál a cikkben szereplő információk forrásmegjelöléseként.